# Іванівський орнітологічний заказник
Іва́нівський зака́зник — орнітологічний заказник місцевого значення в Україні. Розташований на південній околиці села Іванівка Тернопільського району Тернопільської області, в межах ставу. 
Площа — 17,7 га. Оголошений об'єктом природно-заповідного фонду рішенням Тернопільської обласної ради від 25 квітня 1996 року, № 90, зі змінами, затвердженими її ж рішенням від 27 квітня 2001 року, № 238. Перебуває у віданні місцевого сільськогосподарського підприємства. Рішенням Тернопільської обласної ради від 22 липня 1998 № 15 мисливські угіддя надані у користування Теребовлянської районної організації УТМР як постійно діюча ділянка з охорони, збереження та відтворення мисливської фауни. 
Під охороною — численна водно-болотна та мисливська орнітофауна. Трапляються чапля сіра, мартин звичайний, плиска, рибалочка, лелека білий та інші види птахів. 